# Letuš
Letuš – wieś w Słowenii, w gminie Braslovče. 1 stycznia 2017 liczyła 860 mieszkańców.